# James M. Cox
James Middleton Cox, född 31 mars 1870 i Butler County, Ohio, död 15 juli 1957 i Kettering, Ohio, var en amerikansk demokratisk politiker och publicist. Han var ledamot av USA:s representanthus 1909–1913. Han var guvernör i Ohio 1913–1915 och 1917–1921 samt demokraternas presidentkandidat i presidentvalet i USA 1920. Cox och vicepresidentkandidaten Franklin D. Roosevelt förlorade valet stort mot republikanerna Warren G. Harding och Calvin Coolidge.
Cox var 16 år gammal när han började arbeta som lärare. Han var senare journalist och sekreterare åt kongressledamoten Paul J. Sorg. Han köpte 15 augusti 1898 tidningen Dayton Evening News. Han ändrade namnet till Dayton Daily News. Han blev en betydande publicist och skaffade så småningom även andra tidningar i sin ägo. Hans mediekonglomerat växte med åren till Cox Enterprises och Cox blev även ägare till olika radiostationer.
Cox besegrade kongressledamoten J. Eugene Harding i kongressvalet 1908. Han omvaldes 1910. Han skilde sig 1911 från sin första hustru Mary Harding. Han gifte om sig senare med Margaretta Blair. Cox hade tre barn från första äktenskapet och två barn från sitt andra äktenskap.
Cox efterträdde 1913 Judson Harmon som guvernör i Ohio. Han kandiderade 1914 till omval men förlorade mot republikanen Frank B. Willis. Cox utmanade sedan Willis i guvernörsvalet 1916 och vann. Han omvaldes 1918.
Demokraternas partikonvent 1920 i San Francisco nominerade Cox till presidentkandidat och biträdande marinministern Roosevelt till vicepresidentkandidat. Cox vann nomineringen i den fyrtiofjärde omröstningen. Republikanernas konvent i Chicago nominerade senatorn för Ohio Harding till deras presidentkandidat och guvernören i Massachusetts Coolidge till vicepresidentkandidat. Cox fick 127 elektorsröster och förlorade klart mot Harding som fick 404 elektorsröster. Harding vann dessutom i båda kandidaternas gemensamma hemstat Ohio.
Cox var episkopalian, medlem av kyrkosamfundet United Brethren of Christ. Hans grav finns på Woodland Cemetery and Arboretum i Dayton. Hans dotter Anne Cox Chambers (född 1919), en av arvtagarna till Cox Enterprises, är en av de rikaste amerikanska kvinnorna och stödde Barack Obama i presidentvalet i USA 2008.